# London Zoo

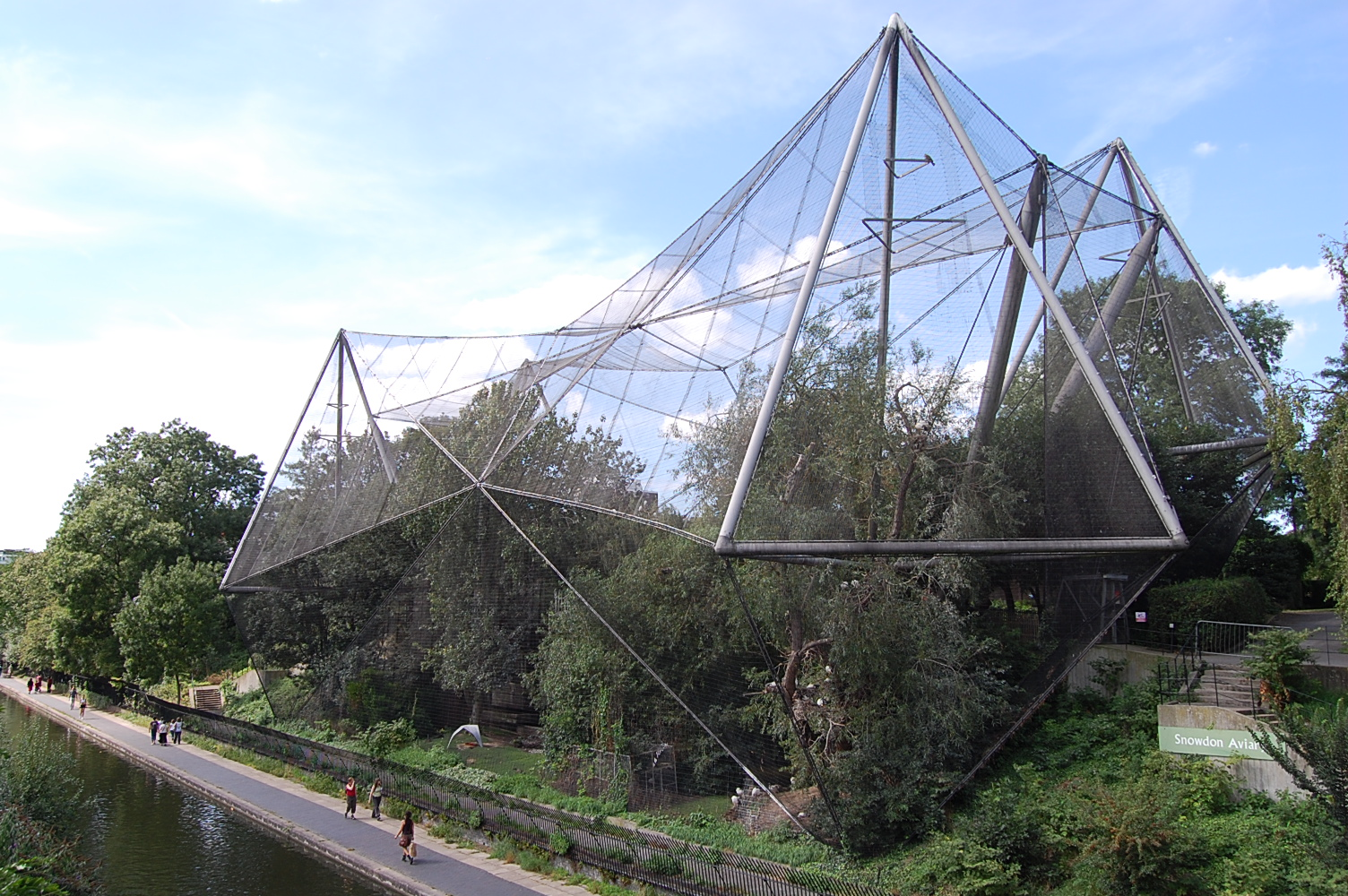
ZSL London Zoo

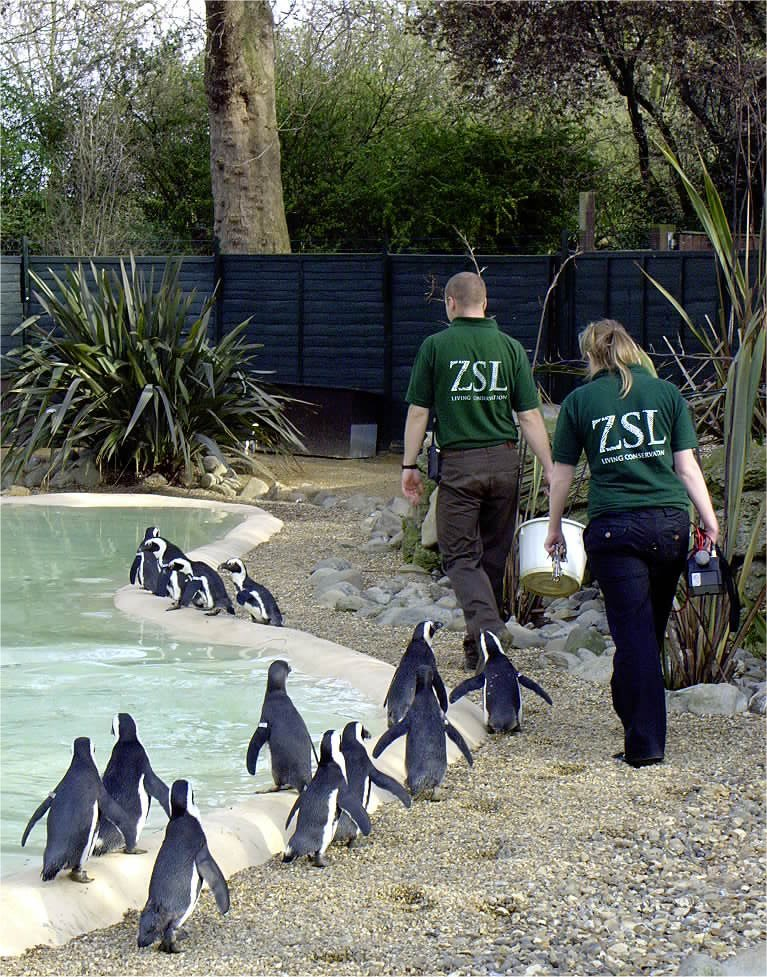
Pingwiny w czasie karmienia w londyńskim zoo

ZSL London Zoo – ogród zoologiczny w Londynie, otwarty 27 kwietnia 1828 roku. Zajmuje powierzchnię 15 ha w północnej części Regent`s Park. Z prezentowanych obecnie ponad 650 gatunków zwierząt w londyńskim ogrodzie zoologicznym, 112 z nich widnieje w Czerwonej księdze gatunków zagrożonych.
Placówka jest trzecim najstarszym ogrodem zoologicznym świata po ogrodzie Tiergarten Schönbrunn w Wiedniu i paryskim Jardin des Plantes. Początkowo planowano jedynie przechowywać w nim okazy do badań naukowych, ostatecznie Zoo udostępniono dla publiczności w 1847 roku. 
Pod koniec marca 2016 oddano do użytku zwiedzających wybieg dla lwów azjatyckich, zbudowany na wzór indyjskiej osady Sasan Gir, wokół której w środowisku naturalnym żyją te zwierzęta.